# Xanthorhoe thanataria
Xanthorhoe thanataria là một loài bướm đêm trong họ Geometridae.